# Большой Кайман
Большо́й Кайма́н (англ. Grand Cayman) — крупнейший из трёх Каймановых островов, на котором расположена столица, город Джорджтаун.

## География

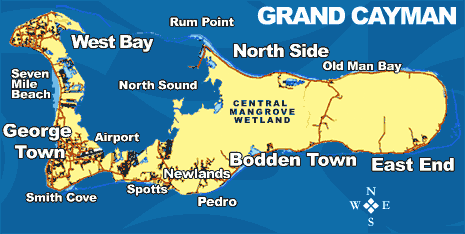
Карта острова

Площадь — 197 км². Представляет собой возвышенный риф, высшая точка которого 24 м над уровнем моря. На острове отсутствуют естественные источники пресной воды в виде озёр, рек и т. д., поэтому питьевую воду получают преимущественно опреснением морской воды. Отсутствие рек на Большом Каймане объясняет исключительную прозрачность морской воды, омывающей берега острова.
Одно из популярных мест на острове — отмели Стингрей-Сити, названные в честь ската-хвостокола (англ. stingray). Связано это с тем, что на них обитает большое количество особей этого вида.
Большой Кайман значительно пострадал от тропического шторма Иван, который продолжался с 11 по 12 сентября 2004 года. Было разрушено до 80 % всех сооружений острова.
Здесь же расположена известняковая формация в одноимённом населённом пункте Хелл.

## Население
Значительная часть населения Большого Каймана проживает на западном побережье острова, где расположен город Джорджтаун и Международный аэропорт имени Оуэна Робертса.

### Известные люди
В южном округе Боддентауна, второго крупнейшего города Каймановых островов и бывшей столицы, расположен исторический дом Педро Джеймса, который считается родоначальником демократического строя на Каймановых островах. Памятник этому человеку — старейшее каменное сооружение на Большом Каймане.

## Административное деление
Большой Кайман делятся на 5 округов:
| № | Округ       | Площадь, км² | Население, чел. (2010) | Плотность, чел./км² |
| - | ----------- | ------------ | ---------------------- | ------------------- |
| 1 | Бодден Таун | 8            | 10 341                 | 1292,63             |
| 2 | Ист Энд     | 50           | 1369                   | 27,38               |
| 3 | Джорджтаун  | 29           | 27 704                 | 955,31              |
| 4 | Норт Сайд   | 91           | 1437                   | 15,79               |
| 5 | Вест Бей    | 19           | 11 269                 | 593,11              |
|   | Всего       | 197          | 52 120                 | 264,57              |

## Экономика
Экономика острова в значительной части зависит от туризма, доход от которого составляет до 75 % ВВП острова. На острове Большой Кайман имеется большое количество гостиниц. Прибрежные воды богаты рыбой и рифами, поэтому очень популярен дайвинг.
В округе Уэст-Бей расположена ферма по разведению зелёных морских черепах, мясо которых высоко ценится за рубежом.